# 角野隼斗
角野隼斗（日语：／ Sumino Hayato，1995年7月14日—）是日本鋼琴家和作曲家，以演奏弗雷德里克·蕭邦的音樂聞名。
角野隼斗生於千葉縣八千代市，三歲開始彈鋼琴，從 6 歲起師從金子勝子。就讀東京大學大學院資訊理工學系研究科，2020年3月畢業並取得總長獎。他還在法國媒體聲音研究中心（IRCAM）學習六個月的音樂資訊處理技術和人工智慧。
2018年8月，他在日本PTNA鋼琴大賽獲得大獎。2019年7月在里昂國際鋼琴大賽取得季軍。
2020年3月，他獲得東京大學校長課外活動大獎，並完成研究生（碩士）課程，以表揚他在學生時期就獲得 Pitina 特別班大獎，以及在日本國內外擔任鋼琴家的活動。
2021年，角野參加在華沙舉行的第18屆蕭邦國際鋼琴比賽，晉級至第三輪賽事，他在第二輪的演出吸引45000名線上觀眾，創下比賽紀錄。比賽前，他曾和尚-馬克·路易沙達在網路上學習交流。
2024年3月，他與索尼古典唱片公司簽約。他們在10月30日發行了他們的首張國際專輯《Human Universe》。
角野是施坦威藝術家，還是位YouTuber (頻道：Cateen かてぃん），截至2025年3月，頻道訂閱人數超過145萬。

## 外部連結
- 官方網站
- YouTube上的Cateen かてぃん頻道